# Stringa (abbigliamento)
La stringa o laccio è un accessorio che concorre alla chiusura della calzatura o di altre parti dell'abbigliamento. È un sottile laccio di cuoio (o una fettuccia di tessuto) terminante in un rinforzo, solitamente in plastica, che passando negli occhielli dei due lembi della tomaia permette, se tirato, di 
serrare la scarpa o lo stivale e, se allentato, di sfilare le calzature dal piede. Gli occhielli possono essere semplici buchi, fori rinforzati in metallo, anelli fatti con un laccio o gancetti metallici.

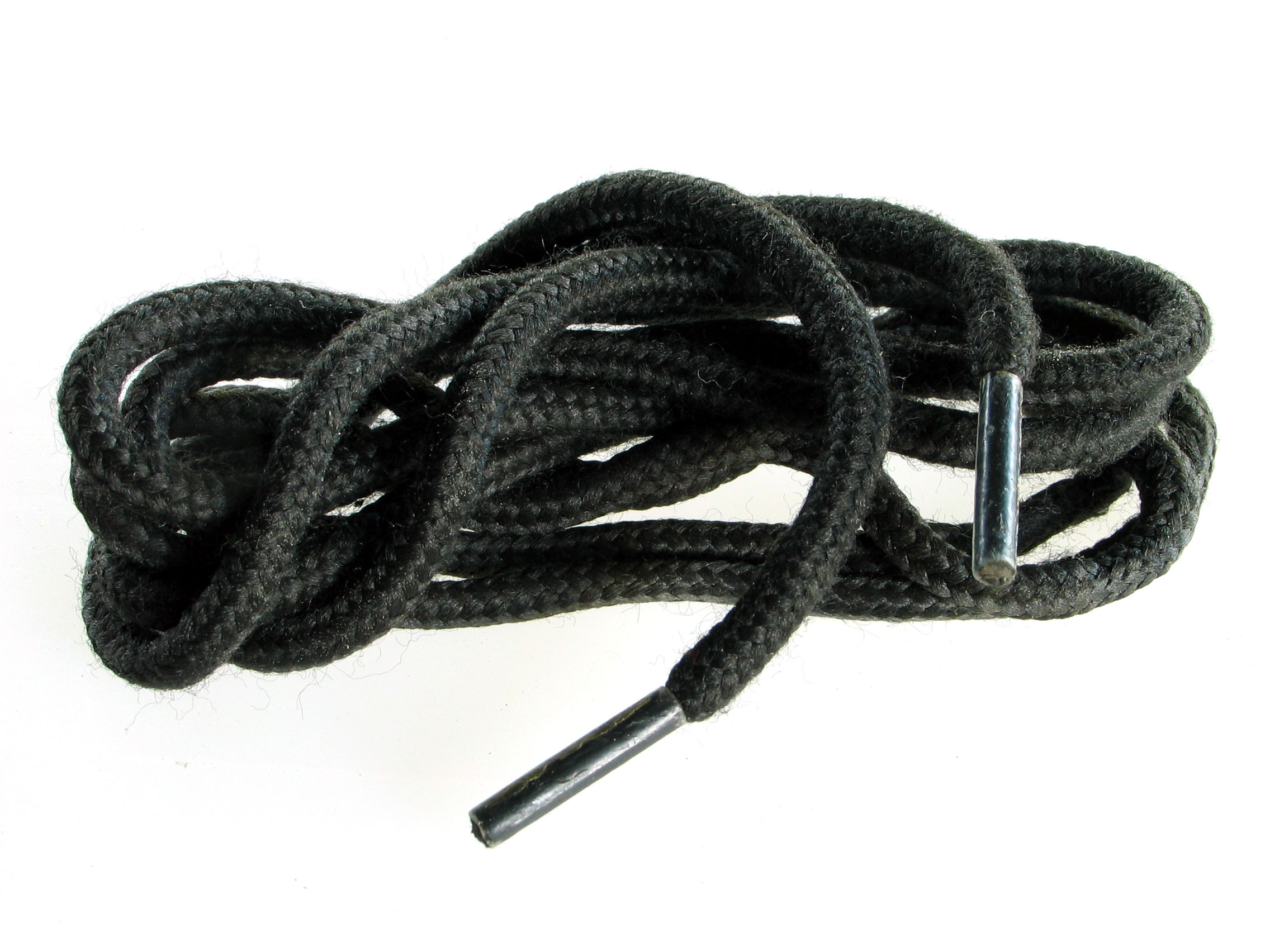
Stringhe rotonde in fibra nere

## Storia
Difficile determinare l'esatto inizio della storia delle stringhe: come per le scarpe, il materiale facilmente deperibile con cui esse sono costruite difficilmente è giunto fino a noi. Una testimonianza sul loro uso nell'età del bronzo ci viene dal ritrovamento di Ötzi, la mummia del Similaun, che portava un paio di calzature in cuoio, chiuse da stringhe dello stesso materiale. Le stringhe servivano da chiusura anche per il busto, il farsetto, le casacche, i calzoni chiusi al ginocchio (detti alla zuava) e altri capi di abbigliamento, oggi desueti.
Anche se usate nell'antichità e nel medioevo, solo nel XX secolo esse divennero il metodo più utilizzato per chiudere le calzature; prima, questo compito era affidato ampiamente a fibbie e bottoni.

## Struttura

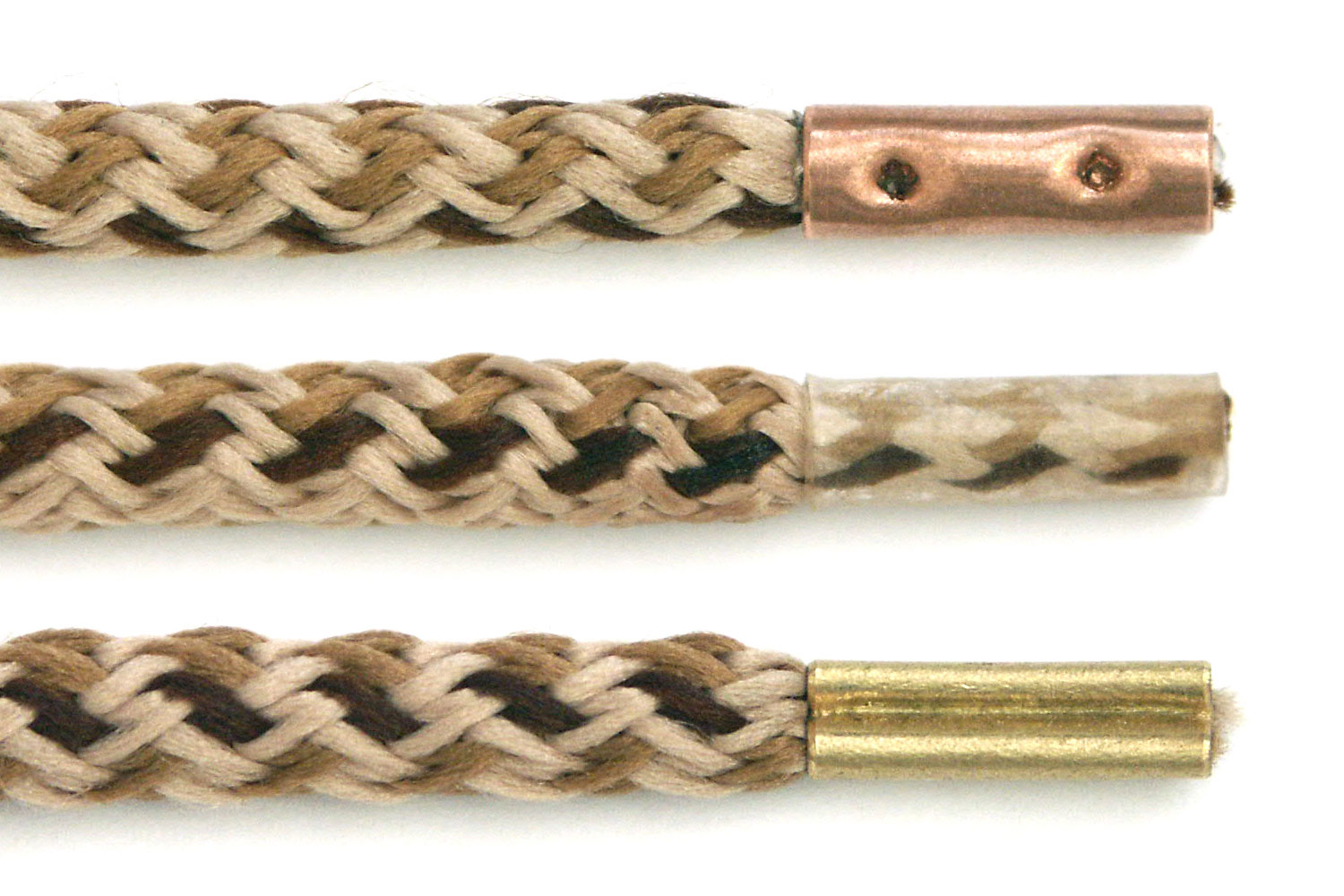
Stringa rotonda in fibra tessile con diversi rinforzi

I materiali tradizionalmente usati per le stringhe sono:
- cuoio o pelle;
- fibre tessili, con il predominio del cotone; queste hanno una struttura intrecciata e un'anima di rinforzo, mentre alle estremità hanno un rinforzo in plastica o metallo, detto aghetto[1], che serve ad impedire lo sfilacciamento e agevolare l'introduzione negli occhielli;
- tecnofibre.

Originariamente il colore era intonato a quello delle scarpe, mentre oggi se ne trovano di ogni colore, anche con disegni stampati.
Queste stringhe possono essere:
- cerate: sono rotonde e sottili, struttura tipica delle stringhe in cuoio o pelle;
- tonde: sono rotonde;
- piatte: sono appiattite o piatte.

## Allacciature
- Da negozio: esternamente si vedono i passaggi orizzontali da un foro al suo opposto; sul retro, un capo della stringa passa dal foro superiore a quello inferiore opposto e poi collega tutti i fori.
- Incrociata o americana: tutti e due i capi della stringa percorrono lo stesso tipo di percorso, passando da un foro a quello superiore opposto; questa è l'unica tecnica che si può usare nelle calzature che non hanno occhielli tradizionali, ma usano un passaggio rettilineo in stoffa o ganci metallici, mentre negli altri casi, con passaggi costituiti da anelli, non vi sono particolari problemi nell'uso di altre allacciature.
- Tradizionale europea: esternamente si vedono i passaggi orizzontali, che sono ottenuti alternativamente, uno da un capo e l'altro dall'altro capo, facendo incrociare le stringhe nel passaggio inferiore.
  - Europea alternativa: esternamente si vedono i passaggi orizzontali, che sono ottenuti alternativamente, uno da un capo e l'altro dall'altro capo, facendo passare lateralmente (sul medesimo lato) le stringhe nel passaggio inferiore; qui l'unico inconveniente è nel caso di coppie dispari delle asole, in cui uno dei due capi deve essere portato al lato opposto per poter chiudere l'allacciatura.

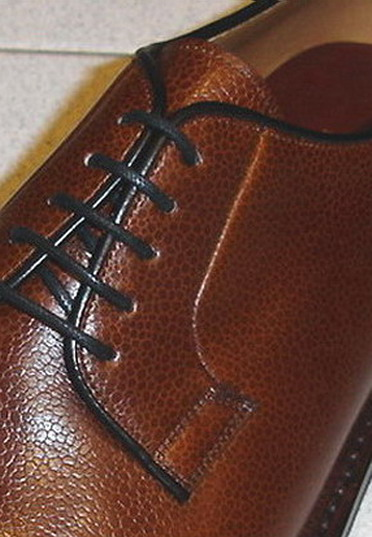
Scarpa con allacciatura da negozio
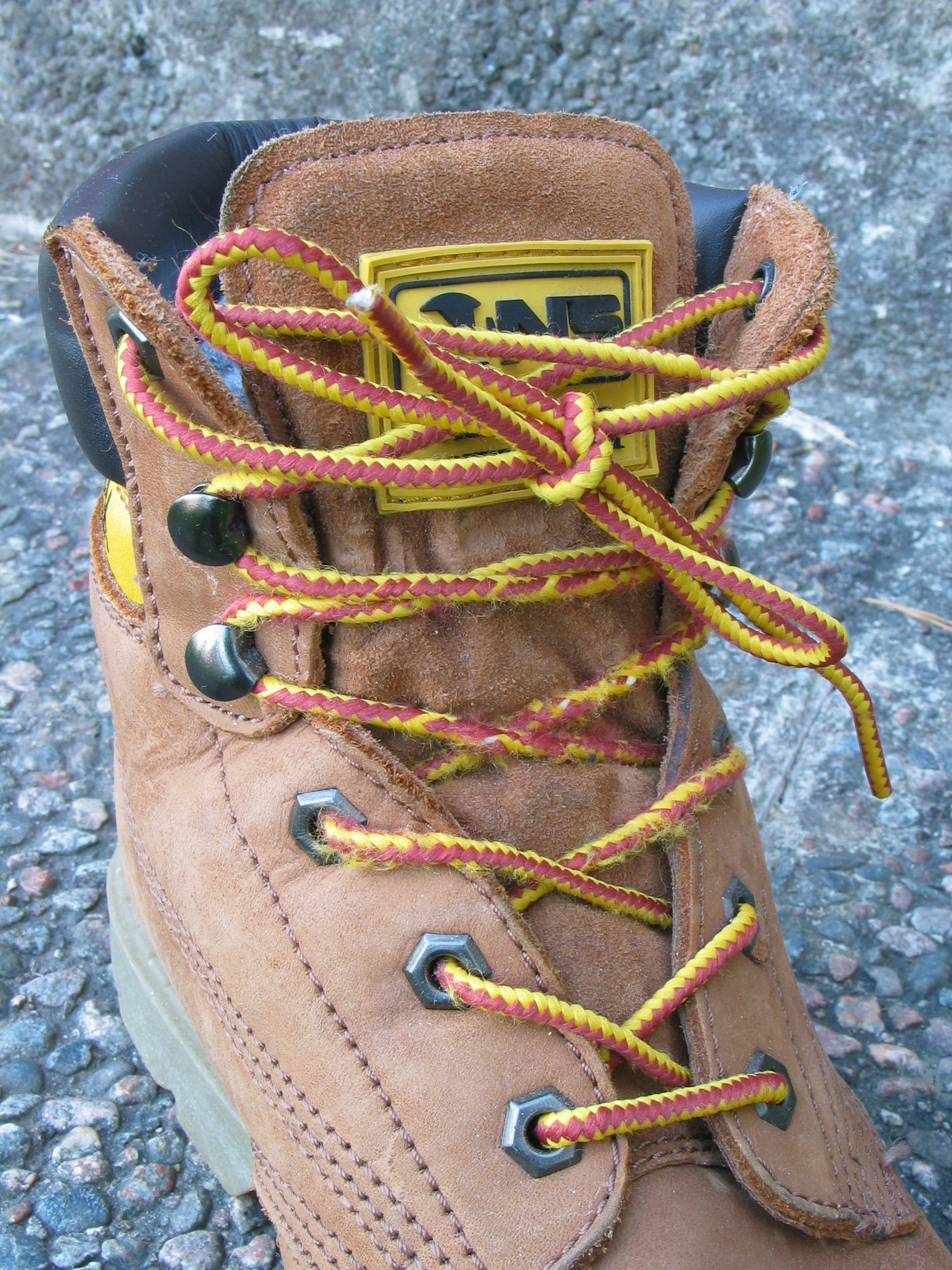
Scarpone con allacciatura incrociata
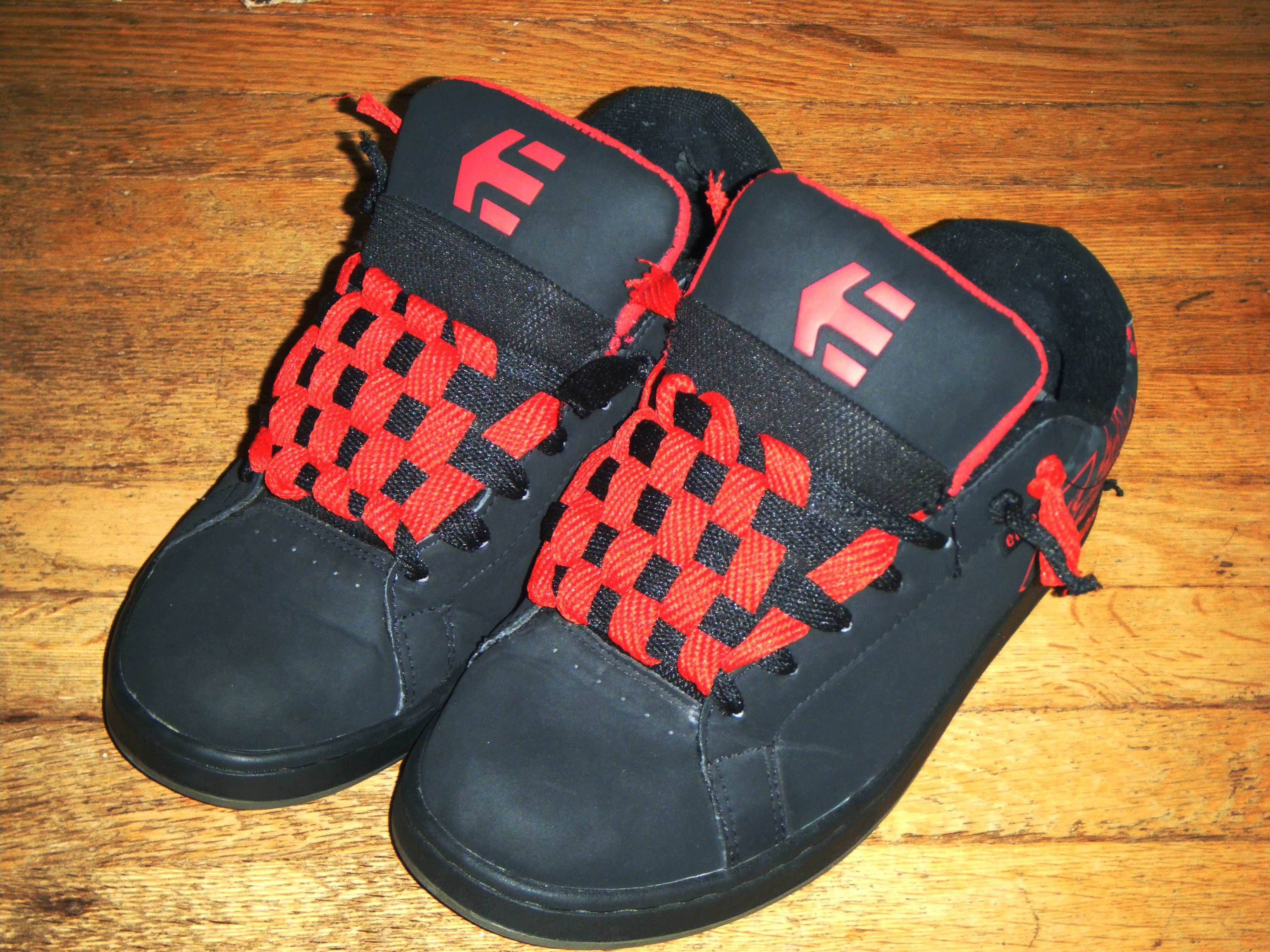
Scarpa con allacciatura a scacchi

## Nodi

Nodo base per legare le stringhe

Vari sono i nodi con cui si possono bloccare le stringhe:
- il nodo classico (asola) è quello illustrato dal disegno;
- il nodo di sicurezza o ("doppio nodo") si ottiene facendo un nodo semplice supplementare, dopo averle annodate con un'asola.

## Lunghezza
La lunghezza delle stringhe da usare varia a seconda del numero delle asole, della loro distanza orizzontale e verticale, della lunghezza residua che si vuole avere della stringa e del tipo d'intreccio; approssimativamente occorrono:
- per 2 paia di asole - 45 cm (18 in)
- per 3 paia di asole - 45/60 cm (18/24 in)
- per 4 paia di asole - 60 cm (24 in)
- per 5 paia di asole - 75 cm (30 in)
- per 6 paia di asole - 90/110 cm (35/43 in)
- per 7 paia di asole - 150 cm (60 in)
- per 8 paia di asole - 180 cm (71 in)

Queste misure variano secondo vari fattori: numero delle paia di asole, loro distanza, lunghezza dei lacci che si vuole avere libera; la tabella sottostante riporta la lunghezza della stringa necessaria per il solo incrocio, quindi bisognerà sommare la lunghezza dei lacci che si vuole avere libera per poter avere la misura totale della stringa:
| Coppia di asole e loro distanza (lungo la linea x distanza linee) | Da negozio | Tradizionale europea | Incrociata o americana | Europea alternativa |
| ----------------------------------------------------------------- | ---------- | -------------------- | ---------------------- | ------------------- |
| 8 coppie (2 x 4)                                                  | 73,9       | 70,9                 | 66,6                   | 56                  |
| 8 coppie (2 x 6)                                                  | 101,5      | 97,6                 | 94,5                   | 70                  |
| 8 coppie (2 x 10)                                                 | 158,6      | 155                  | 152,8                  | 98                  |
| 7 coppie (2 x 4)                                                  | 63,5       | 61,2                 | 57,6                   | 50,5                |
| 7 coppie (2 x 6)                                                  | 87,4       | 84,7                 | 81,9                   | 64,3                |
| 7 coppie (2 x 10)                                                 | 136,8      | 134,2                | 132,4                  | 92,2                |